# Terence Knox
Terence Knox (16 december 1946, Richland) is een Amerikaanse acteur die voornamelijk in televisieseries speelt. Hij is vooral bekend door zijn rollen als Dr. Peter White in St. Elsewhere en Sgt. Zeke Anderson in Tour of Duty.

## Biografie
Knox is geboren als Terry Davis maar nam in 1980 zijn artiestennaam Terence Knox aan. Voordat hij ging acteren voltooide hij studies aan Washington State University en Portland State University. Naast acteur was Knox ook een amateur bokskampioen met 56 winstpartijen en 1 verlies.

## Filmografie
- Biblioteca Nacional de España: XX1481417
- Bibliothèque nationale de France: cb14194116c (data)
- Gemeinsame Normdatei: 1063669235
- International Standard Name Identifier: 0000 0001 1441 8895
- Library of Congress Control Number: no2002053643
- Virtual International Authority File: 36585478
- WorldCat: E39PBJdGKpVgQK7mBmYKrmkFKd